# Shibusashirazu Orchestra
Shibusashirazu (яп. 渋さ知らズ) (рус. Сибуса Сирадзу) — японский фри-джаз оркестр, также известный как Shibusa Shirazu Orchestra. Основан в 1989 году японским музыкантом Дайсукэ Фува. Постоянный участник джазовых фестивалей в Японии и Европе.
На разных концертных площадках выступает два-три десятка человек: музыканты с духовыми инструментами (трубы, саксофоны, флейты), струнными инструментами (гитара, бас-гитара, скрипка и бива), ударными (барабаны и перкуссии), и это ещё не всё.
Часто концерты Shibusashirazu сопровождаются настоящим шоу, в котором участвуют танцоры буто, подтанцовка шоу-гёрлз («go-go dance»), используются различные виды перформанса, видео, трюки с огнём и т. д.
На гастролях участники Shibusashirazu иногда приглашают местных джазовых музыкантов для совместных импровизаций на сцене.
Чётко прописанные по нотам композиции можно пересчитать по пальцам — всё остальное представляет собой чистейшую импровизацию необычайной силы. Иногда в качестве основы для своих экспериментов музыканты используют мелодии в исполнении певцов японской энка — Мины Аоэ и Хироси Мидзухара, трансформируя их во фри-джаз. На концертах в России зрители слышали вплетённую в ткань джазовой импровизации «Катюшу».

## История

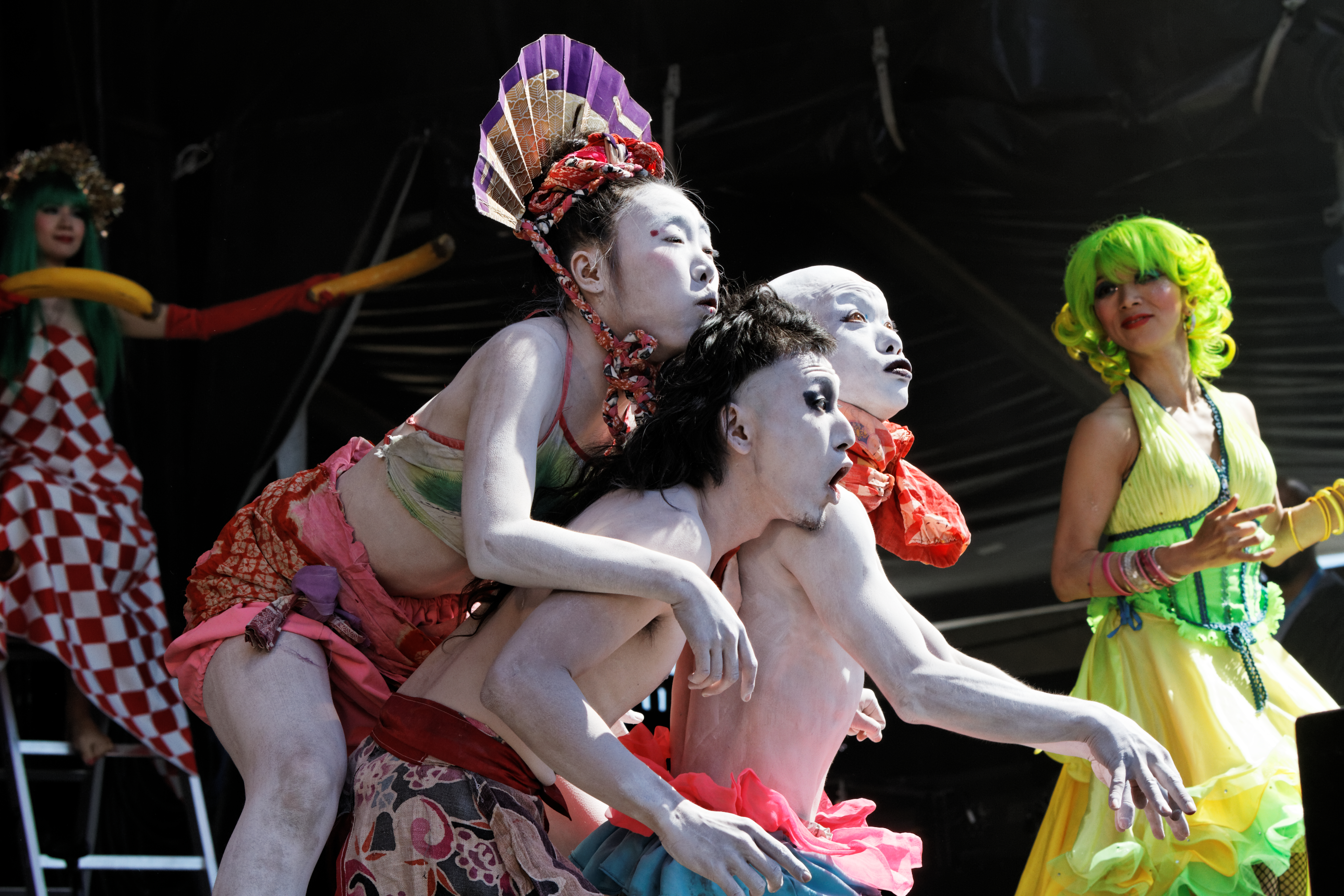
Shibusa Shirazu Orchestra во Франции в 2013 году

Оркестр организован японским музыкантом и композитором Дайсукэ Фува (яп. 不破大輔) в 1989 году.
На самом большом и известном японском «Фудзи Рок Фестивале» оркестр выступал 4 раза подряд, начиная с 2001 года.
С 1998 года оркестр совершил 5 европейских туров, включая выступление в 2002 году на главной сцене фестиваля Гластонбери. Оркестр выступал на таких фестивалях как Moers Festival и Documenta 11 в Германии, Nat Jazz в Норвегии, Druga Godba в Словении, Roccella Jazz Festival в Италии, Uncool festival в Швейцарии, Sant’Anna Arresi Jazz Festival на Сардинии (Италия), в Квебеке (Канада), и многих других.
В августе 2005 года Shibusashirazu Orchestra выступил в Крыму на фестивале «Джаз Коктебель».
В ноябре 2005 года в Токио прошёл фестиваль памяти Николая Александровича Дмитриева (арт-директора московского культурного центра «Дом», организовавшего первые гастроли этого оркестра в России), в фестивале принимал участие и оркестр Shibusashirazu.

«Недавно потрясшее нашу публику авангардное варьете „Шибуса Ширазу“ не меньше нравится у себя на родине: в „Бадди“ пришлось даже заменить столики рядами стульев и танцполом. „Шибуса Ширазу“ — это „Поп-механика“ Сергея Курёхина. И тоже больше чем в натуральную величину. Даже Курёхину не приходило в голову, что „поп-механически“ двигаться могут не музыканты, а те, кто этому специально обучен. В данном случае — танцоры буто и дискотечные go go girls.» — Дмитрий Ухов. Почти в натуральную величину 
Летом 2013 года оркестр выступал на фестивале «Festival du Bout du Monde» в Крозоне (Франция).

## Участники Shibusashirazu

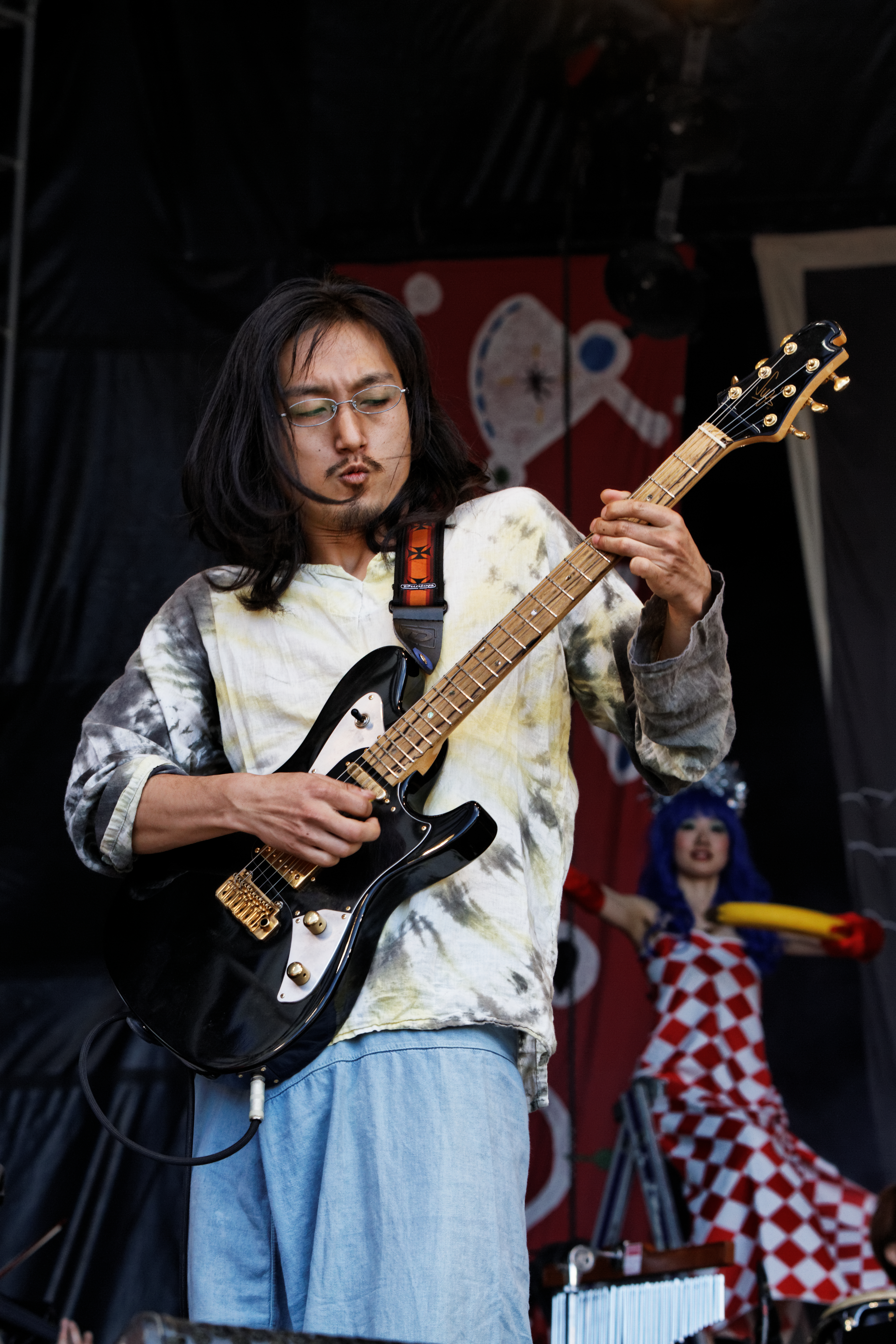
Shibusa Shirazu Orchestra во Франции в 2013 году

- Дайсукэ ФУВА (Daisuke Fuwa) — дирижёр, контрабас, бас
- Кейко КОМОРИ (Keiko Komori) — альт-саксофон
- Ёсиюки КАВАГУТИ (Yoshiyuki Kawaguchi) — альт-саксофон, гармоника
- Хидэки ТАТИБАНА (Hideki Tachibana) — альт-саксофон
- Хан САТО (Han Sato) — тенор-саксофон
- Акира КИТО (Akira Kitou) — баритон-саксофон
- Ёитиро КИТА (Yoichiro Kita) — труба
- Мицухидэ ТАЦУМИ (Mitsuhide Tatsumi) — труба
- Дайсукэ ТАКАОКА (Daisuke Takaoka) — туба
- Сатико НАКАДЗИМА (Sachiko Nakajima) — клавишные
- Хироюки ОЦУКА (Hiroyuki Otsuka) — гитара
- Рёити САИТО (Ryoichi Saito) — гитара
- Хитоси КУРАМОТИ (Hitoshi Kuramochi) — ударные
- Дзюн ИСОБЭ (Jun Isobe) — ударные
- Мари СЭКИНЭ (Mari Sekine) — перкуссия
- ПЕРО (Pero) — подтанцовка go-go
- РОТТ (Rott) — подтанцовка go-go
- Тоё МАЦУБАРА (Toyo Matsubara) — танец буто
- ФУРУ (Furu) — танец буто
- ТИЭ (Chie) — танец буто
- СИМО (Shimo) — танец буто
- Синъити ВАТАБЭ (Shinichi Watabe) — аниматор, шоу-вокалист
- Томоко НАМБА (Tomoko Namba) — вокалист, актёр
- Котаро ЙОКОДЗАВА (Kohtaro Yokozawa) — VJ
- Ясухико АБЕТА (Yasuhiko Abeta) — сценограф
- Ацуси ТАНАКА (Atsushi Tanaka) — звукорежиссёр
- Фуми АСАРИ (Fumi Asari) — менеджер
- Тэруто СОЭДЗИМА (Teruto Soejima) — продюсер

## Shibusa Shirazu Orchestra в России

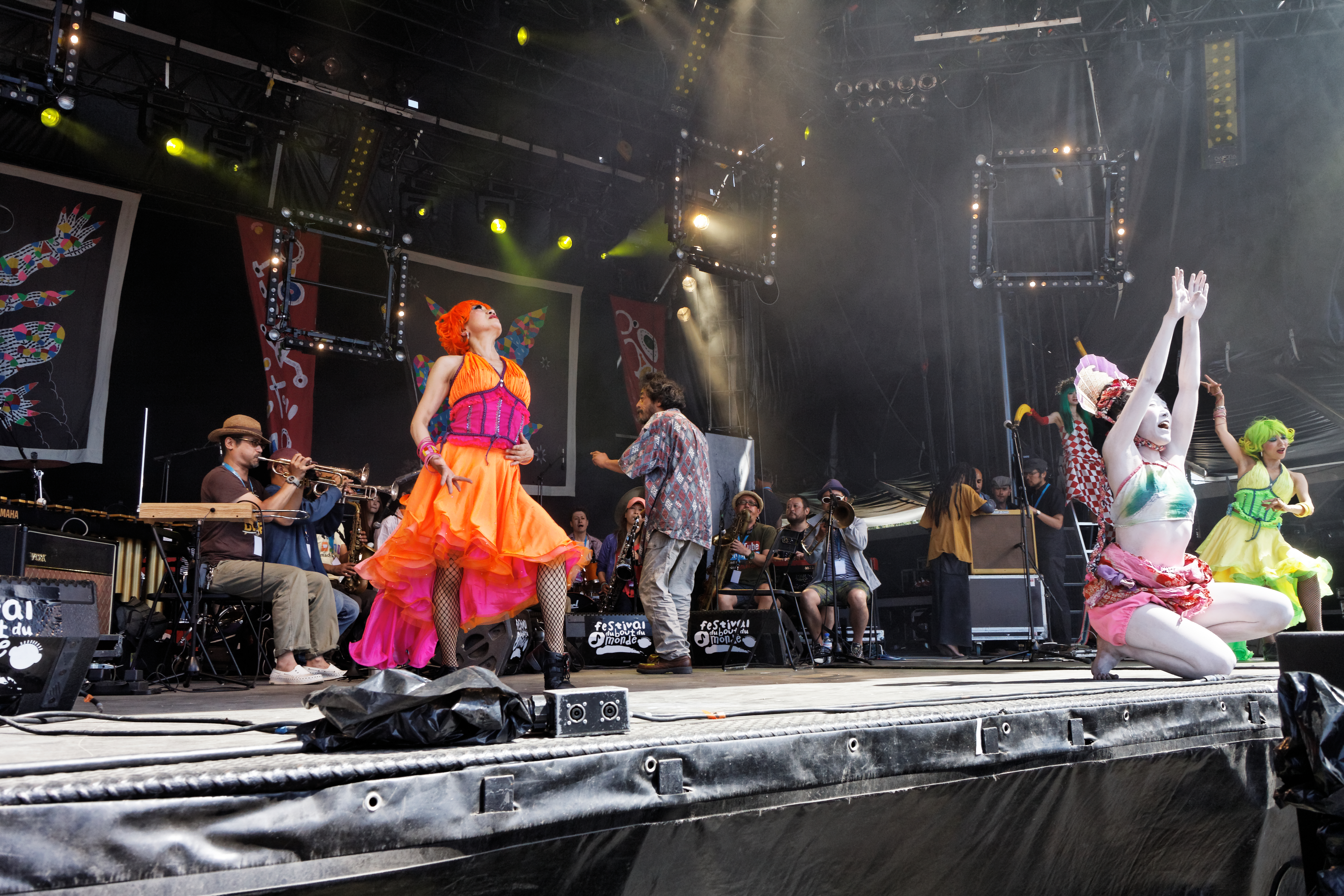
Shibusa Shirazu Orchestra во Франции в 2013 году

### Гастроли 2005 года
Весной 2005 года Shibusashirazu Orchestra в рамках европейского тура провёл первые российские гастроли, выступив в нескольких городах.
- 20 апреля —  Москва, клуб «Точка»
- 21 апреля — Санкт-Петербург, Манеж Кадетского корпуса.[10][11][12]
- 23 апреля — Архангельск, клуб «Амадей»[13]
- 25 апреля — Нижний Новгород, в помещении театра юного зрителя.
- 27 апреля — Самара, Окружной дом офицеров.

Последние два концерта сопровождались видеорядом, который японские музыканты успели отснять и смонтировать за время гастролей.
Концерт в Нижнем Новгороде чуть не был отменён из-за нежелания нижегородских организаторов «видеть танцовщиц топлесс». Опасаясь обвинений в порнографии, в Нижнем Новгороде и Самаре танцовщицы Shibusashirazu были всё-таки одеты.
Изначально планировалось включить в программу тура и Ярославль, он даже был анонсирован на флаерах, но в итоге концерт в Ярославле организовать не удалось.
Shibusashirazu разработали дизайн флаеров специально для России, взяв за основу рисунок российской сторублёвой купюры. На обратной стороне флаера были перечислены все пункты и даты европейского турне.

«Ничего кроме восторга испытывать невозможно. И в Питере, и в Архангельске зрители рыдали. Дикий успех.»
— Александр Марков,  представитель организатора гастролей — культурного центра «Дом» 
Вот что сказал после архангельского концерта один из зрителей:

«Это была квинтэссенция японского джазового вторжения в Архангельск — подобных концертов в нашем городе не было никогда и уже не будет тоже никогда. Я жалею, что не взял камеру на концерт в Большом зале филармонии, где проходили первые „Апрельские джазовые тезисы“. Впрочем, потом успокаивал себя тем, что одной камерой такое фантастически сумасшедшее шоу было снять всё равно невозможно. Зато ночной джем в „Амадее“ был абсолютно безбашенным, я до сих пор удивляюсь тому, как удалось сносно зафиксировать на видео эту японскую безудержную вакханалию, ибо в конце я уже плясал вместе в музыкантами у сцены, держа камеру вверх на вытянутой руке.»

### Прочие выступления и проекты
- 26 сентября 2007 года коллектив Shibusashirazu Orchestra дал концерт в московском клубе «Икра».[18][19]
- Барабанщик Сиро Онума (из раннего состава Shibusashirazu) в составе «Трио Итакура» принимал участие в десятом джаз-фестивале «Джазовая провинция» в ноябре 2005 года в Воронеже.[20]
- В 2007 году режиссёр Павел Лабазов планировал снять киномюзикл «Суер-Выер» по одноимённой книге Юрия Коваля. Композитором этого проекта он пригласил Дайсукэ Фува.[21]
- Летом 2011 года СМИ сообщали о переговорах министра культуры Пермского края Александра Протасевича с Shibusashirazu с целью пригласить их выступить в Перми.[22]

## Дискография
| Год  | Название                                                  | Комментарий |
| ---- | --------------------------------------------------------- | --- |
| 1993 | Shibusa Michi (аудио CD)                                  | выпущен лейблом Chitei (地底レコード)                                                                               |
| 1996 | Something Difference (аудио CD)                           | выпущен лейблом Chitei (地底レコード)                                                                               |
| 1996 | デタラーメン Dettaramen (аудио CD)                        | выпущен лейблом Chitei                                                                                              |
| 1997 | 渋祭~シブサイ (Live) Shibusai Festival — Shibu (аудио CD) | выпущен лейблом Chitei (地底レコード)                                                                               |
| 1999 | 渋龍 Shiburyu (Live) (аудио CD)                           | выпущен лейблом Chitei (地底レコード)                                                                               |
| 2002 | 渋旗 Shibu Hata (аудио CD)                                | выпущен лейблом Chitei (地底レコード)                                                                               |
| 2003 | Be Cool (аудио CD)                                        | выпущен лейблом Chitei (地底レコード)                                                                               |
| 2004 | Shibuboshi (аудио CD)                                     | |
| 2004 | 自衛隊に入ろう Jieitai ni Hairo (Single)                  | выпущен лейблом Chitei (地底レコード)                                                                               |
| 2005 | Lost Direction (аудио CD)                                 | выпущен лейблом Moers Music. Записан в 2002 году в Ekoda Buddy, Токио.                                              |
| 2005 | 行方知れズ Yukue shire zu (DVD)                           | выпущен лейблом Uplink (アップリンク), регион 2                                                                     |
| 2005 | ALLD OF SHIBUSA (DVD)                                     | выпущен лейблом Dreamtime Entertainment (ドリームタイムエンタテインメント), регион 2                                |
| 2005 | 天幕~宇宙を駆ける Tenmaku: Uchuu O Kakeru (DVD)           | двухдисковое издание, выпущено лейблом File Records (ファイルレコード), регион 2                                    |
| 2006 | Shibuzen/As L (аудио CD)                                  | выпущен лейблом Avex Trax Japan                                                                                     |
| 2007 | Shibuki (аудио CD)                                        | |
| 2008 | Live in Paris 2007 (аудио CD)                             | Концерт в Японском доме культуры в Париже, выпущен лейблом Chitei (地底レコード)                                    |
| 2010 | REJOICE (аудио CD)                                        | Трио Сатико Накадзима (中島さち子TRIO), выпущен лейблом VVV music&nature                                            |
| 2010 | 割れ渋栗 Wareshibukuri (MP3)                              | Ёсиюки Кавагути и Сибуса Сирадзу Оркестра, при участии Kuricorder Quartet. Альбом выпущен лейблом Saboten Bros.&Co. |
| 2010 | 生渋栗 Namashibukuri (MP3)                                | Ёсиюки Кавагути и Сибуса Сирадзу Оркестра, при участии Kuricorder Quartet. Альбом выпущен лейблом Saboten Bros.&Co. |
| 2010 | 渋栗ライブ~栗編 (DVD)                                     | выпущен лейблом Baundi (バウンディ)                                                                                 |
| 2010 | 渋夜旅 Shibu night trip (CD+DVD)                          | выпущен лейблом Plankton (プランクトン)                                                                             |